# Urząd Ochrony Państwa
 (août 2019).
Si vous disposez d'ouvrages ou d'articles de référence ou si vous connaissez des sites web de qualité traitant du thème abordé ici, merci de compléter l'article en donnant les références utiles à sa vérifiabilité et en les liant à la section « Notes et références ».
L’Urząd Ochrony Państwa (UOP ou Office de protection de l’État) est l'agence de renseignement de l'État polonais créée après la fin du système communiste. Il est fondé le 6 avril 1990 sous la tutelle du ministère de l'Intérieur. En 1996, il est transformé en une agence gouvernementale autonome placée sous le contrôle direct du président du Conseil des ministres. Il est responsable de l'espionnage, du contre-espionnage, de la sécurité électronique du gouvernement (y compris les écoutes téléphoniques).
L'UOP a remplacé la Służba Bezpieczeństwa (SB) de la République populaire de Pologne, dont les responsabilités s'étendaient à la lutte contre les oppositions au gouvernement communiste jusqu'en 1989.
En juin 2002, l'office est scindé en deux entités distinctes :
- Agencja Bezpieczeństwa Wewnetrznego (Agence de sécurité intérieure), qui peut être comparée à la DGSI française (ex DCRI),
- Agencja Wywiadu (Agence de renseignement), qui gère la recherche de renseignements à l'étranger, qui peut être comparée à la DGSE française.

## Liste des chefs de l'office[2]
- Krzysztof Kozłowski (en) (1990 – 1990)
- Andrzej Milczanowski (1990 – 1992)
- Piotr Naimski (en) (1992)
- Andrzej Milczanowski (1992)
- Jerzy Konieczny (en) (1992 – 1993)
- Gromosław Czempiński (pl) (1993 – 1996)
- Andrzej Kapkowski (pl), par intérim (1996 – 1996)
- Andrzej Kapkowski (pl) (1996 – 1997)
- Jerzy Nóżka (pl), par intérim (1997 – 1998)
- Zbigniew Nowek (pl) (1998 – 2001)
- Zbigniew Siemiątkowski (en), par intérim (2001 – 2002)
- Andrzej Barcikowski (d), devient chef de l'Agence de sécurité intérieure (2002)